# Adoretus metasternalis
Adoretus metasternalis är en skalbaggsart som beskrevs av Ohaus 1941. Adoretus metasternalis ingår i släktet Adoretus och familjen Rutelidae. Inga underarter finns listade i Catalogue of Life.